# Dope Dogs
 (février 2018).
Si vous disposez d'ouvrages ou d'articles de référence ou si vous connaissez des sites web de qualité traitant du thème abordé ici, merci de compléter l'article en donnant les références utiles à sa vérifiabilité et en les liant à la section « Notes et références ».
Albums de George Clinton and the P-Funk Allstars
Hey Man, Smell My Finger
(1993) T.A.P.O.A.F.O.M.
(1996)
Dope Dogs est le huitième album du chanteur et producteur de musique funk americain George Clinton avec son groupe P-Funk All-Stars, sorti en septembre 1998 aux États-Unis.

## Présentation
Le thème central de l'album traite des chiens renifleurs de drogues qui deviennent dépendants à ces drogues mêmes qu'ils sont assignés à trouver.
À l'origine, Dope Dogs est sorti sous le nom des groupes Parliament-Funkadelic et P-Funk All-Stars, en 1995 chez Hot Hands Records au Royaume-Uni, mais des morceaux (Follow the Leader, Lost Dog, Dopey Dope Dog et Gettin' Dogged) que contenait cet album sont remplacés, dans l"édition americaine de 1998, par des inédits (Pepe, Back Up Against the Wall, Pack of Wild Dogs et My Dog).
Il existe également une version japonaise (aussi publiée en 1995), avec le morceau Kibbles and Bits qui ne figure pas dans les deux autres éditions.
Cet album comprend des chansons de styles variés, allant du rock (comme Dog Star (Fly On)) au hip-hop (Tales That Wag the Dog), en passant aussi par du rap (Help, Scottie, Help (I'm Tweaking and I Can't Beam up)), tout en gardant l'esprit du funk.
Ces trois albums (dont les pochettes sont sensiblement identiques, seule l'édition de 1998 porte le nom de George Clinton en remplacement de celui du groupe Parliament-Funkadelic), malgré les différences dans la liste des titres, gardent un même univers riche de styles.
Dans sa version americaine,  remastérisée par David Libert (en), le titre A U.S. Customs Coast Guard Dope Dog (Hyper Mix) est un remix de U.S. Customs Coast Guard Dope Dog, où George Clinton rappe en accéléré par rapport à l'original, et le célèbre morceau instrumental electro-funk-rock Sick 'em surprend avec ses mélodies.
Bobby Gillespie, un des membres fondateurs du groupe Primal Scream, participe à la chanson Lost Dog, de l'album americain.
Ces albums n'ont pas de rapport avec celui sorti en 1993 chez One Nation, intitulé Dope Dog, qui, pourtant, contient quelques morceaux de ces albums.

## Liste des titres
Selon l'édition (Japon, Europe, États-Unis), la configuration (liste des titres et ordre des morceaux) diffère.
| Édition japonaise (P-Vine Records, 1994) | Édition japonaise (P-Vine Records, 1994)                                                       | Édition japonaise (P-Vine Records, 1994)  | Édition japonaise (P-Vine Records, 1994) | Édition japonaise (P-Vine Records, 1994) | Édition japonaise (P-Vine Records, 1994) | Édition japonaise (P-Vine Records, 1994) | Édition japonaise (P-Vine Records, 1994) | Édition japonaise (P-Vine Records, 1994) | Édition japonaise (P-Vine Records, 1994) |
| No                                       | Titre                                                                                          | Auteur                                    | Durée                                    |                                          |                                          |                                          |                                          |                                          |                                          |
| ---------------------------------------- | ---------------------------------------------------------------------------------------------- | ----------------------------------------- | ---------------------------------------- | ---------------------------------------- | ---------------------------------------- | ---------------------------------------- | ---------------------------------------- | ---------------------------------------- | ---------------------------------------- |
| 1.                                       | Dog Star (Fly on)                                                                              | George Clinton, DeWayne McKnight          | 8:12                                     |                                          |                                          |                                          |                                          |                                          |                                          |
| 2.                                       | U.S. Custom Coast Guard Dog                                                                    | Clinton                                   | 4:53                                     |                                          |                                          |                                          |                                          |                                          |                                          |
| 3.                                       | Some Next Shit                                                                                 | Clinton, Michael Payne                    | 6:13                                     |                                          |                                          |                                          |                                          |                                          |                                          |
| 4.                                       | Follow the Leader                                                                              | Rakim, Clinton                            | 5:31                                     |                                          |                                          |                                          |                                          |                                          |                                          |
| 5.                                       | Just Sat Ding (Databoy)                                                                        | Clinton, Tracey Lewis, McKnight           | 4:32                                     |                                          |                                          |                                          |                                          |                                          |                                          |
| 6.                                       | Help Scottie, Help (I'm Tweaking and I Can't Beam Up)                                          | Lewis, Hazel Lewis                        | 5:06                                     |                                          |                                          |                                          |                                          |                                          |                                          |
| 7.                                       | Pack of Wild Dogs                                                                              | Clinton, Andre Williams, Mike Clark       | 5:48                                     |                                          |                                          |                                          |                                          |                                          |                                          |
| 8.                                       | Fifi                                                                                           | Clinton, McKnight                         | 3:47                                     |                                          |                                          |                                          |                                          |                                          |                                          |
| 9.                                       | All Sons of Bitches                                                                            | Clinton, Belita Woods                     | 5:37                                     |                                          |                                          |                                          |                                          |                                          |                                          |
| 10.                                      | Dopey Dope Dog                                                                                 | Clinton, Daddy Freddy, Lige Curry         | 4:55                                     |                                          |                                          |                                          |                                          |                                          |                                          |
| 11.                                      | Sick 'em                                                                                       | Clinton                                   | 6:13                                     |                                          |                                          |                                          |                                          |                                          |                                          |
| 12.                                      | Kibbles and Bits                                                                               | Clinton                                   | 5:04                                     |                                          |                                          |                                          |                                          |                                          |                                          |
| 13.                                      | I Ain't the Lady (He Ain't the Tramp)                                                          | Clinton, Loic Gambas Bordas, Eebony Young | 4:41                                     |                                          |                                          |                                          |                                          |                                          |                                          |
| 14.                                      | Tales That Wag the Dog - Part 1 (Nigga, Pleeeeeze!) - Part 2 (Is that your bark or your bite?) | Clinton, Lewis, Derrick Rossen            | 5:53                                     |                                          |                                          |                                          |                                          |                                          |                                          |
| 76:25                                    |                                                                                                |                                           |                                          |                                          |                                          |                                          |                                          |                                          |                                          |

| Édition européenne (Hot Hands Records, 1995) | Édition européenne (Hot Hands Records, 1995)                                                   | Édition européenne (Hot Hands Records, 1995) | Édition européenne (Hot Hands Records, 1995) | Édition européenne (Hot Hands Records, 1995) | Édition européenne (Hot Hands Records, 1995) | Édition européenne (Hot Hands Records, 1995) | Édition européenne (Hot Hands Records, 1995) | Édition européenne (Hot Hands Records, 1995) | Édition européenne (Hot Hands Records, 1995) |
| No                                           | Titre                                                                                          | Auteur                                       | Durée                                        |                                              |                                              |                                              |                                              |                                              |                                              |
| -------------------------------------------- | ---------------------------------------------------------------------------------------------- | -------------------------------------------- | -------------------------------------------- | -------------------------------------------- | -------------------------------------------- | -------------------------------------------- | -------------------------------------------- | -------------------------------------------- | -------------------------------------------- |
| 1.                                           | Dog Star (Fly On)                                                                              | George Clinton, DeWayne McKnight             | 8:15                                         |                                              |                                              |                                              |                                              |                                              |                                              |
| 2.                                           | Fifi                                                                                           | Clinton, McKnight                            | 3:48                                         |                                              |                                              |                                              |                                              |                                              |                                              |
| 3.                                           | Some Next Shit                                                                                 | Clinton, Michael Payne                       | 6:14                                         |                                              |                                              |                                              |                                              |                                              |                                              |
| 4.                                           | Follow The Leader                                                                              | Rakim, Clinton                               | 5:33                                         |                                              |                                              |                                              |                                              |                                              |                                              |
| 5.                                           | Just Say Ding (Data Boy)                                                                       | Clinton, Tracey Lewis, McKnight              | 4:33                                         |                                              |                                              |                                              |                                              |                                              |                                              |
| 6.                                           | Help, Scottie, Help (I'm Tweaking And I Can't Beam Up)                                         | Lewis, Hazel Lewis                           | 5:07                                         |                                              |                                              |                                              |                                              |                                              |                                              |
| 7.                                           | Lost Dog                                                                                       | Clinton, Bobby Gillespie                     | 5:09                                         |                                              |                                              |                                              |                                              |                                              |                                              |
| 8.                                           | A U.S. Customs Coast Guard Dope Dog (Hyper Mix)                                                | Clinton                                      | 5:41                                         |                                              |                                              |                                              |                                              |                                              |                                              |
| 9.                                           | All Sons Of Bitches                                                                            | Clinton, Belita Woods                        | 5:38                                         |                                              |                                              |                                              |                                              |                                              |                                              |
| 10.                                          | Dopey Dope Dog                                                                                 | Clinton, Daddy Freddy, Lige Curry            | 4:56                                         |                                              |                                              |                                              |                                              |                                              |                                              |
| 11.                                          | Sick 'Em                                                                                       | Clinton                                      | 6:14                                         |                                              |                                              |                                              |                                              |                                              |                                              |
| 12.                                          | Gettin' Dogged                                                                                 | Clinton, Robert Johnson Jr., Payne           | 4:06                                         |                                              |                                              |                                              |                                              |                                              |                                              |
| 13.                                          | I Ain't the Lady (He Ain't the Tramp)                                                          | Clinton, Loic Gambas Bordas, Eebony Young    | 4:42                                         |                                              |                                              |                                              |                                              |                                              |                                              |
| 14.                                          | Tales That Wag the Dog - Part 1 (Nigga, Pleeeeeze!) - Part 2 (Is that your bark or your bite?) | Clinton, Lewis, Derrick Rossen               | 5:51                                         |                                              |                                              |                                              |                                              |                                              |                                              |
| 75:47                                        |                                                                                                |                                              |                                              |                                              |                                              |                                              |                                              |                                              |                                              |

| Réédition américaine (Dogone Records, 15 septembre 1998) | Réédition américaine (Dogone Records, 15 septembre 1998) | Réédition américaine (Dogone Records, 15 septembre 1998) | Réédition américaine (Dogone Records, 15 septembre 1998) | Réédition américaine (Dogone Records, 15 septembre 1998) | Réédition américaine (Dogone Records, 15 septembre 1998) | Réédition américaine (Dogone Records, 15 septembre 1998) | Réédition américaine (Dogone Records, 15 septembre 1998) | Réédition américaine (Dogone Records, 15 septembre 1998) | Réédition américaine (Dogone Records, 15 septembre 1998) |
| No                                                       | Titre                                                    | Auteur                                                   | Durée                                                    |                                                          |                                                          |                                                          |                                                          |                                                          |                                                          |
| -------------------------------------------------------- | -------------------------------------------------------- | -------------------------------------------------------- | -------------------------------------------------------- | -------------------------------------------------------- | -------------------------------------------------------- | -------------------------------------------------------- | -------------------------------------------------------- | -------------------------------------------------------- | -------------------------------------------------------- |
| 1.                                                       | Dog Star (Fly on)                                        | George Clinton, DeWayne McKnight                         | 8:12                                                     |                                                          |                                                          |                                                          |                                                          |                                                          |                                                          |
| 2.                                                       | U.S. Custom Coast Guard Dog                              | Clinton                                                  | 4:53                                                     |                                                          |                                                          |                                                          |                                                          |                                                          |                                                          |
| 3.                                                       | Some Next Shit                                           | Clinton, Michael Payne                                   | 6:13                                                     |                                                          |                                                          |                                                          |                                                          |                                                          |                                                          |
| 4.                                                       | Just Sat Ding (Databoy)                                  | Clinton, Tracey Lewis, McKnight                          | 4:32                                                     |                                                          |                                                          |                                                          |                                                          |                                                          |                                                          |
| 5.                                                       | Help Scottie, Help (I'm Tweaking and I Can't Beam Up)    | Lewis, Hazel Lewis                                       | 5:06                                                     |                                                          |                                                          |                                                          |                                                          |                                                          |                                                          |
| 6.                                                       | Pepe (The Pill Popper)                                   | Clinton                                                  | 6:09                                                     |                                                          |                                                          |                                                          |                                                          |                                                          |                                                          |
| 7.                                                       | Back Up Against the Wall                                 | Clinton, McKnight                                        | 5:46                                                     |                                                          |                                                          |                                                          |                                                          |                                                          |                                                          |
| 8.                                                       | FiFi                                                     | Clinton, McKnight                                        | 3:47                                                     |                                                          |                                                          |                                                          |                                                          |                                                          |                                                          |
| 9.                                                       | All Sons of Bitches                                      | Clinton, Belita Woods                                    | 4:44                                                     |                                                          |                                                          |                                                          |                                                          |                                                          |                                                          |
| 10.                                                      | Sick'em (Instrumental)                                   | Clinton                                                  | 4:03                                                     |                                                          |                                                          |                                                          |                                                          |                                                          |                                                          |
| 11.                                                      | I Ain't the Lady (He Ain't the Tramp)                    | Clinton, Loic Gambas Bordas, Eebony Young                | 3:37                                                     |                                                          |                                                          |                                                          |                                                          |                                                          |                                                          |
| 12.                                                      | Pack of Wild Dogs                                        | Clinton, Andre Williams, Mike Clark                      | 5:48                                                     |                                                          |                                                          |                                                          |                                                          |                                                          |                                                          |
| 13.                                                      | Tales That Wag the Dog                                   | Clinton, Lewis, Derrick Rossen                           | 5:53                                                     |                                                          |                                                          |                                                          |                                                          |                                                          |                                                          |
| 14.                                                      | My Dog                                                   | Clinton, "Crop" Holyfield                                | 4:39                                                     |                                                          |                                                          |                                                          |                                                          |                                                          |                                                          |
| 73:24                                                    |                                                          |                                                          |                                                          |                                                          |                                                          |                                                          |                                                          |                                                          |                                                          |

## Crédits

### Membres du groupe
| - George Clinton : orgue, synthétiseur, chant - Bootsy Collins : basse, guitare - Mike "Clip" Payne : basse, guitare, batterie, percussions, orgue, synthétiseur - Dewayne "Blackbyrd" McKnight : basse, guitare, batterie, percussions, orgue, synthétiseur - Jeff Bass : guitare, orgue, synthétiseur - Bernie Worrell : orgue, synthétiseur - Loic Gambas : batterie, percussions, guitare, synthétiseur - Lige Curry, Lonnie Motley, Henry Olsen : basses - Eddie Hazel, Michael Hampton, Garry Shider, Andre Foxxe Williams, Cordell Mosson, Phelps "Catfish" Collins, Jerome Ali, Andrew Innes, Dennis White, Robert Young : guitares | - Frankie "Kash" Waddy, Guy Curtis, Gabe Gonzales, Man In The Box : batteries, percussions - Joseph "Amp" Fiddler, Martin Duffy, Tracey Lewis : claviers, piano - Bennie Cowan, Fred Wesley, Greg Boyer, Greg Thomas, Maceo Parker, Marcus Belgrave, Richard Griffith, Rick Gardner : vents - Amelia Jesse, Andre Foxxe, Barbarella Bishop, Belita Woods, Bobby Gillespie, Calvin Simon, Daddy Freddy, Denise Johnson, Duane "Sa'D'Ali" Maultsby, Fuzzy Haskins, Garry Shider, Gary Mudbone Cooper, Grady Thomas, Janet Evans, Jeanette McGruder, Jessica Cleaves, Joe Harris, Larry Heckstall, Lige Curry, Lloyd Williams, Louie "Babblin" Kabbabie, Shawn Clinton, Michael "Clip" Payne, Nicole Tindall, Pat Lewis, Patavian Lewis, Ray Davis, Robert "P-Nut" Johnson, Cuz, Sandra Feva, Sheila Horne, Shirley Hayden, Starr Cullars, Steve Boyd, Tracey Lewis : chant et chœurs |

### Équipes technique et production
- Production, conception : George Clinton
- Producteur délégué : Archie Ivy, Stephanie Clinton
- Programmation, mixage, remixage : George Clinton, Mark Bass, Michael "Clip" Payne, Mike E. Clark, Mike Wilder
- Ingénierie : Booker T. Jones, Carl Glover, Eddie Cunningham, Eugene Lo, Frank Shaffer, Greg Reilly, Jamela Green, Jim Mishewics, Jim Vitti, Keith Jex, Mark Bass, Mike Wilder, Scott Little, Scott Summer, Thom Robinson
- Direction artistique, design : Pedro "MC Poltergeist" Bell
- Illustration : George Clinton, Pedro Bell